# 流沙西街道
流沙西街道，是中华人民共和国广东省揭阳市普宁市下辖的一个乡镇级行政单位。

## 行政区划
流沙西街道下辖以下地区：
南湖社区、玉华社区、锦绣社区、培英社区、南安社区、南平社区、广南社区、南亨社区、南山社区、前蔡村、平湖村、赵厝寮村和赤水村。